# Доєрс-стріт
Доєрс-стріт (англ. Doyers Street) — вулиця довжиною 61 м у Чайна-тауні Мангеттена в Нью-Йорку. Має довжину в один блок із різким вигином посередині. Вулиця тягнеться на південь, а потім на південний схід від Пелл-стріт до перехрестя Бауері, Чатем-сквер і  Девіжн-стріт. На Доєрс-стріт розташовано кілька ресторанів, перукарень і перукарів, а також відділення поштової служби США в Чайна-тауні. За адресою Доєрс-стріт 13 у 1920 році була відкрита China Nom Wah Tea Parlor, яка працює й досі. Інший давній бізнес на Доєрс 18 Тінгс Гіфт Шоп, який відкрився ще в 1957 році.

## Етимологія

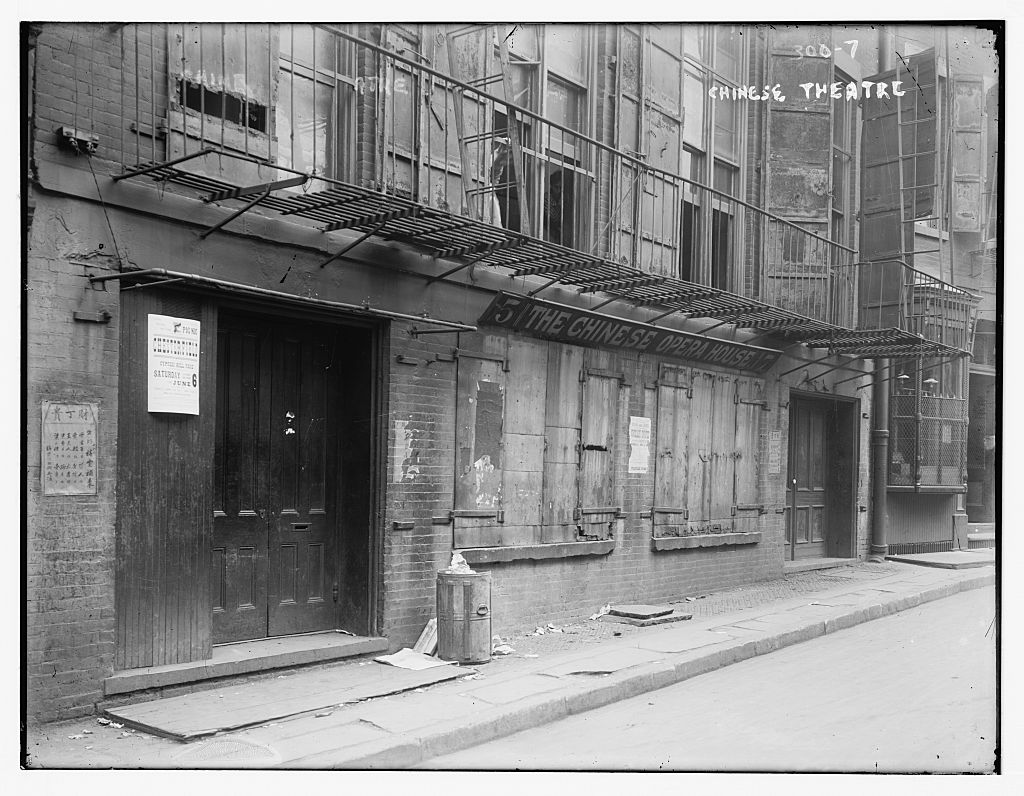
Перший китайський оперний театр міста знаходився на Доєрс-стріт

Вулиця названа на честь Хендріка Доєрса, голландського іммігранта 18 століття, який купив нерухомість, що виходить на Бауері в 1791 році. Він керував лікеро-горілчаним заводом на вулиці Доєрс, 6, і таверною «Плуг і борона» біля розу з Бауері.